# Лунный Пьеро (Шёнберг)

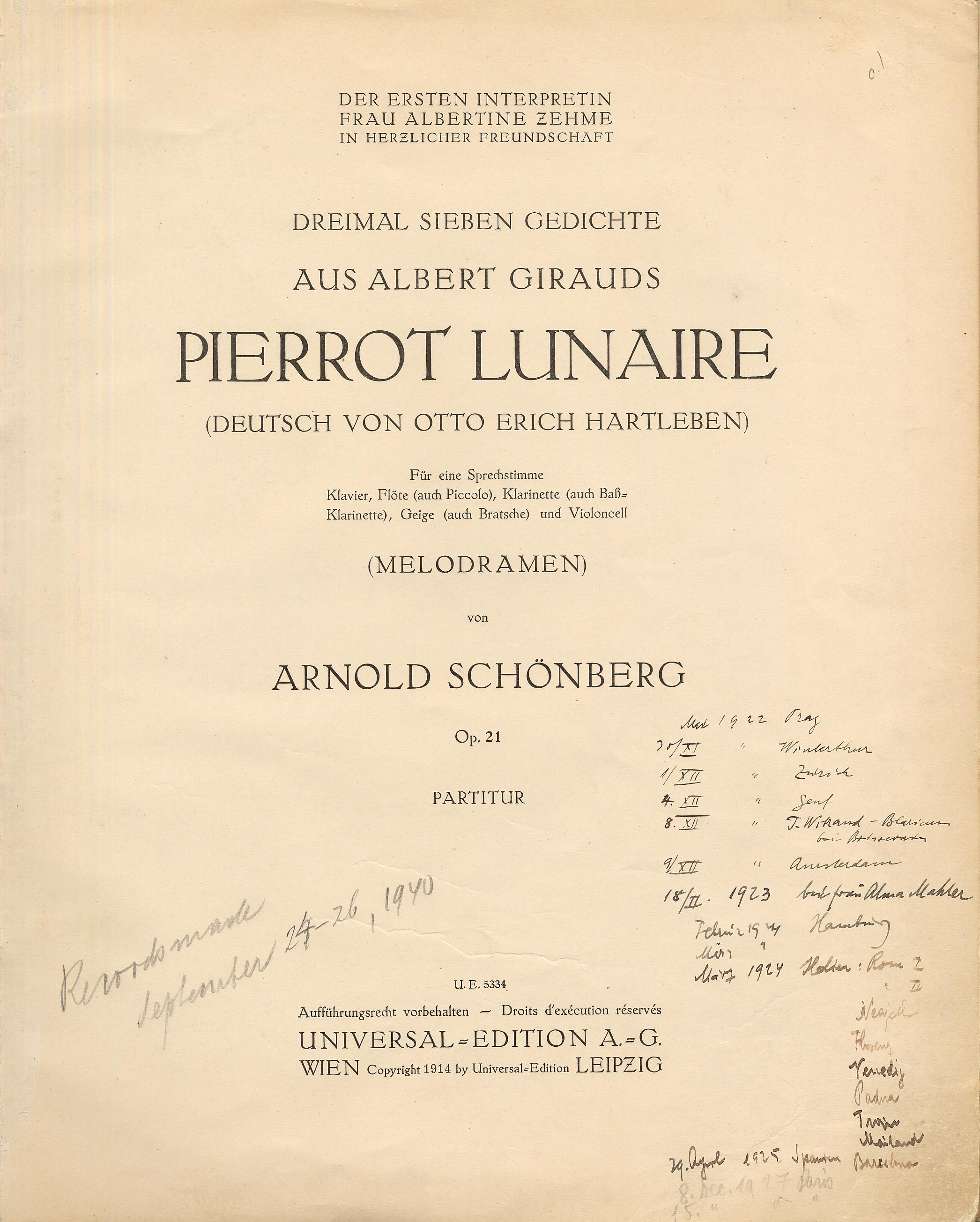
Лунный Пьеро. Титульная страница первого издания (1914)

«Лу́нный Пьеро́» (фр. Pierrot lunaire, авторский заголовок: «Трижды семь стихотворений из „Лунного Пьеро“ Альбера Жиро», нем. Dreimal sieben Gedichte aus Albert Girauds "Pierrot lunaire") — сочинение Арнольда Шёнберга для чтеца (в партитуре — нем. Rezitation, на титульной странице 1-го издания — нем. Sprechstimme) и инструментального ансамбля, op. 21 (1912), включает 21 пьесу. Авторское обозначение жанра — «мелодрамы» (нем. Melodramen) — указывает на использование особой техники «вокализации» текста — Sprechgesang. Продолжительность звучания полного цикла пьес 32-37 минут.

## Краткая характеристика
В основу произведения легли стихи Альбера Жиро́ из одноимённого сборника (1884) в немецком переводе Отто Хартлебена; из 50 стихотворений оригинала Шёнберг отобрал 21. Все стихи Жиро (и Хартлебена) — стилизации старинного 13-строчного рондо́ (или ронделя), что, впрочем, не нашло у Шёнберга никакого отражения (повтор текстовой строки не сопровождается повтором музыки, нет музыкальных рефренов). Хотя произведение в научной и справочной литературе принято называть «вокальным циклом», или «песенным циклом» (нем. Liederzyklus, англ. song cycle, фр. cycle de mélodies), сквозной фабулы (как у романтиков) и какой-либо сквозной драматургии в стихотворной выборке Шёнберга нет. Три блока по семь стихотворений сгруппированы композитором скорее по «эмоционально-тематическому» принципу: № 1—7 рисуют «холодный, тусклый лунный свет, преображающий всё до неузнаваемости», № 8—14 «мучительные, кровавые видения Пьеро», № 15—21 «возвращение героя в родную Италию, его невероятные приключения и ироничные воспоминания о прошлых страданиях».
Произведение написано для женского голоса, декламирующего текст в манере Sprechstimme, и 5 музыкантов, играющих на 8 инструментах — флейта / флейта-пикколо, кларнет / бас-кларнет, скрипка / альт, виолончель и фортепиано. Все ноты в партии солистки снабжены крестиками на штилях, что и указывает на Sprechgesang («речевое пение», среднее между декламацией и вокальным интонированием). В предисловии к изданию Шёнберг писал, что её партия
…не предназначена для пения. Задача исполнителя — превратить её в речевую мелодию (Sprechmelodie), внимательнейшим образом отнесясь к обозначенной высоте звуков. Для этого исполнителю необходимо:
1. Выдерживать ритм так же точно, как в пении, то есть со свободой не большей, чем он может позволить себе в исполнении обычной вокальной мелодии;
2. Ясно сознавать различие между певческим звуком (Gesangston) и речевым звуком (Sprechton) — певческий звук твёрдо удерживает высоту, а речевой, едва её обозначив, тут же покидает, повышаясь или понижаясь, при этом высотные соотношения отдельных тонов следует в исполнении в целом передавать.

Исполнитель должен остерегаться манеры произнесения «нараспев». Это абсолютно не имелось в виду. С другой стороны, ни в коем случае не следует стремиться и к реализму естественной речи. Напротив, различие между речью обычной и музыкально оформленной должно быть отчетливым. Но последняя никогда не должна напоминать пение.
Музыка сочинена по заказу австрийской актрисы Альбертины Цеме (1857—1946), она же выступила в качестве солистки на премьере «Лунного Пьеро», которая состояалсь 16 октября 1912 года в Берлине под управлением автора. В России «Лунный Пьеро» впервые исполнен в 1935 году в Ленинграде силами иностранных музыкантов — ансамблем под управлением Фрица Штидри (солистка — Эрика Штидри-Вагнер). Первое исполнение силами российских музыкантов состоялось в Малом зале Ленинградской филармонии 27 декабря 1966 года под управлением Геннадия Рождественского (солистка Майя Элик). Партитура «Лунного Пьеро» впервые была опубликована в солидном венском издательстве Universal-Edition в 1914 году.
В гармонии «Лунного Пьеро» Шёнберг использует элементы серии (обычно такую гармонию называют атональной), однако серийной техники (в том числе додекафонии) как осознанной и последовательной техники композиции нет. Применяются также разные полифонические приёмы — канон, фуга, ракоход и другие.

## Состав цикла

### Часть 1
- 1 Mondestrunken / Опьянённый луной
- 2 Colombine / Коломбина
- 3 Der Dandy / Денди
- 4 Eine blasse Wäscherin / Бледная прачка
- 5 Valse de Chopin / Вальс Шопена
- 6 Madonna / Мадонна
- 7 Der kranke Mond / Больная луна

### Часть 2
- 8 Nacht (Passacaglia) / Ночь (пассакалия)
- 9 Gebet an Pierro / Молитва к Пьеро
- 10 Raub / Ограбление
- 11 Rote Messe / Багряная месса
- 12 Galgenlied / Висельная песня
- 13 Enthauptung / Отсечение головы
- 14 Die Kreuze / Кресты

### Часть 3
- 15 Heimweh / Ностальгия, или Тоска по родине
- 16 Gemeinheit / Подлость
- 17 Parodie / Пародия
- 18 Der Mondfleck / Лунное пятно
- 19 Serenade / Серенада
- 20 Heimfahrt (Barcarole) / Возвращение на родину, или Дорога домой (баркарола)
- 21 O alter Duft / О, аромат далёких лет

## Аудиозаписи (выборка)
«Лунный Пьеро» — одно из самых репертуарных произведений Шёнберга. Первая аудиозапись цикла была сделана в 1940 году в Лос-Анджелесе под управлением автора. Трижды (1961, 1977, 1997) цикл записывал на пластинку Пьер Булез.
| Солистка                   | Ансамбль                                               | Дирижёр           | Лейбл                             | Дата записи             | Формат                    |
| -------------------------- | ------------------------------------------------------ | ----------------- | --------------------------------- | ----------------------- | ------------------------- |
| Эрика Штидри-Вагнер        | Рудольф Коллиш, Эдуард Штейерман и др.                 | Арнольд Шёнберг   | Columbia Masterworks. MM 461      | Los Angeles, 24.09.1940 | LP                        |
| Хельга Пиларчик            | Камерный ансамбль общества Domaine musical             | Пьер Булез        | Disques Adès. MA 30 LA 1002       | 1961                    | LP                        |
| Бетани Бёрдсли             | Columbia Chamber Ensemble                              | Роберт Крафт      | Columbia / CBS                    | 1963                    | LP                        |
| Мария-Тереза Эскрибано     | Ivan Eröd, Victor Redtenbacher и др.                   | Фридрих Церха     | Turnabout. TV 34315               | ca. 1969                | LP                        |
| Джен де Гаэтани            | Contemporary Chamber Ensemble                          | Артур Вейсберг    | Nonesuch. H-71251                 | 1970                    | LP                        |
| Патрисия Райдаут (Rideout) | Гленн Гульд, Адель Армин, Сюзанна Шульман и др.        | Гленн Гульд       | Sony 74645266428                  | 1974                    | CD (только I часть цикла) |
| Ивонна Минтон              | Пинхас Цукерман, Даниель Баренбойм, Линн Харрелл и др. | Пьер Булез        | CBS/Sony.25AC 684                 | 1977                    | LP, CD                    |
| Барбара Зукова             | Schoenberg Ensemble                                    | Рейнберт де Леу   | Koch Schwann 310117               | 1988                    | CD                        |
| Марианна Пуссёр            | Ensemble Musique Oblique                               | Филипп Херревеге  | harmonia mundi. HMA 1951390       | 1991                    | CD                        |
| Джейн Меннинг              | Nash Ensemble                                          | Саймон Рэттл      | Chandos. CHAN 6534                | 1991                    | CD                        |
| Филлис Брюн-Джулсон        | Ensemble Modern                                        | Петер Этвёш       | RCA Victor Red Seal 09026 61179 2 | 1993                    | CD                        |
| Саломея Каммер             | Ensemble Avantgarde                                    | Ганс Цендер       | MDG 6130579-2                     | 1994                    | CD                        |
| Кристина Шефер             | Ensemble intercontemporain                             | Пьер Булез        | Deutsche Grammophon. 457 630-2    | 1997                    | CD                        |
| Луиза Кастеллани           | Staatskapelle Dresden                                  | Джузеппе Синополи | Teldec 3984-22901-2               | 1997                    | CD                        |
| Анья Силья                 | Twentieth Century Classics Ensemble                    | Роберт Крафт      | Naxos. 8557523                    | 1999                    | CD                        |
| Ливия Радо                 | Ensemble Prometeo                                      | Марко Анджиус     | Stradivarius. STR 33962           | 2013                    | CD                        |